# Таблица на ранговете
Таблица на ранговете (на руски: Табель о рангах) e таблица, съдържаща списък на съответствията между военни, граждански и придворни чинове, ранжирани в 14 класа. Установена е с указ на император Петър I от 24 януариЮл. (4 февруариГрег.) 1722 г. под името „Таблица на ранговете на всички чинове – военни, граждански и придворни –, кои чинове в кой клас са; и тези в един и същи клас имат ранг по между си според старшинството на времето от встъпването им в този чин, но тези с военен ранг са по-висши от останалите, дори ако има по-старши удостоени в този клас“. По-късно, с многократни изменения, се използва в Руската империя и Руската република.

## История на създаване
Въпросът за съотношението на чиновете бил предмет на вниманието на Петър I дълго преди утвърждаването на Таблицата на ранговете. В бележка на Петър I от 18 декемвриЮл. (29 декемвриГрег.) 1713 г. се посочва: „Изпишете от шведските и други порядки градусите на всички чинове, освен на военните“.
Петър лично участва в редактирането на указа, който се основава на заемки от „списъците на ранговете“ на френското, пруското, шведското и датското кралство. Указът е разгледан и от Военната колегия и Адмиралтейската колегия, които правят редица предложения относно подреждането на чиновете по ранг, относно заплатите, относно въвеждането на древноруски чинове в таблицата и премахването на параграфа за наказания при заемане на място в църквата над собствения ранг. Всички тези предложения са били оставени без разглеждане. В работата по окончателната редакция на указа участвали сенаторите Гавриил Иванович Головкин и Яков Вилимович Брус, както и генерал-майорите Михаил Афанасьевич Матюшкин и Иван Илич Дмитриев-Мамонов.

## Основни положения на указа
Таблицата на ранговете на Петър I наброявала 263 длъжности, всяка от които от момента на издаване на указа била с ранг на чин, както и един статус, който не е свързан с официални длъжностни задължения – „Кавалери на Св. Андрей“– като част от състава на сухопътните военни чинове от 3-ти клас. Впоследствие много от длъжностите, посочени в таблицата, били премахнати, а споменатият статус бил изключен от таблицата. Военните чинове били обявени за по-висши от съответстващите им граждански и даже придворни чинове. Указът съдържал 19 пояснителни точки към таблицата. Съдържанието на пояснителните точки се свеждал до следното.
Князовете и княгините с императорска кръв във всички случаи имат председателството над всички князе и „висши служители на руската държава“. С това изключение социалното положение на служителите се определя от чина, а не от „породата“
За изискване на почести и места по-висши от собствения ранг при публични тържества и официални събрания се дължи глоба в размер на две месечни заплати на глобения; ⅓ от глобата постъпва в полза на доносника, а останалата част отива за издръжка на болниците. Същото наказание се налага и за отстъпване на собственото място на лице с по-нисък ранг.
Таблицата до някаква степен давала възможност на талантливи хора от по-ниските съсловия да се издигнат. „За да им се даде желание към службата и тази чест, а не да стават нагли и паразити“, гласяла 3-та точка от указа.
Лица, които са били на чуждестранна служба, могат да получат съответстващия руски чин по никакъв друг начин освен одобрението им спрямо „този характер, който са получили в чуждестранните служби“.
Синовете на титулуваните лица и въобще на най-знатните благородници, въпреки че, за разлика от другите, имат свободен достъп до придворните балове, те не получават никакъв чин, докато „не покажат някакви услуги на отечеството и не си изградят характер“. Гражданските чинове, както и военните, се дават според прослужените години или според особено „знатни“ служебни заслуги.
Всеки е длъжен да има екипаж и униформа, подходящи за неговия чин.
Публичното наказание насред площад, както и изтезанията, водят до загуба на чина, който може да бъде върнат само за особени заслуги, по силата на поименен указ, който да е публично обявен.
Омъжените жени „встъпват в ранговете на чиновете на техните мъже“ и подлежат на същите наказания за престъпления срещу техния ранг. Девиците, в сравнение със жените на лица, имащи чин, се считат с 4 ранг по-нисши от бащите си.
Всички, които са получили първите осем ранг в гражданското или придворното ведомство, се причисляват потомствено към най-доброто висше (старше) дворянство, „дори и да са били от нисша порода“; при военна служба потомственото дворянство се придобива чрез получаване на първия оберофицерски чин, като дворянското звание се разпростира само върху деца, родени след като бащата е получи този ранг; ако след получаването на чина не се родят деца на удостоеното лице, то той може да помоли за присъждане на дворянство на едно от по-рано родените му деца.
Петър I, подчертавайки всячески предпочитанието си за военни отколкото граждански чинове, не искал да създаде граждански чинове от първи клас; въпреки това, той склонил след като немския граф Остерман, който бил негов приближен и движел външната политика на Руската империя, го убедил от съображения за дипломатически престиж, да приравни канцлера – ръководител на дипломатическото ведомство – към първия клас чинове. Общо е имало 96 граждански чина, които могат условно да бъдат разделени на шест групи: общодържавни – 33 чина, рудодобивни – 7, чинове в Управляващия сенат – 7, чинове в колегиите – 24, чинове в резиденцията на императорския двор – 10, чинове в губерниите – 15.
Относително нисък ранг (4-ти клас) се полагал на президента на „държавната“ колегия, т. е., по европейските понятия – министъра. Впоследствие министрите са имали ранг на действителен таен съветник, таен съветник, в някои случаи – действителен държавен съветник, по-специално в царуването на Николай II.
Генерал-адютантът бил в 6-ти клас (на същото ниво като сухопътния полковник и гвардейския майор), генерал-адютантът под генерал-фелдмаршал бил в 7-ми клас, генерал-адютантът под „пълните генерали“ бил в 8-ми клас. По-нататък рангът на генерал-адютант се трансформира в ранг на императорската свита (която изпълнявала специални операции по заповед пряко от императора) за който е било необходимо да се притежава военен чин не по-нисш от 4-ти клас.

## Въздействие върху обществото и дворянството
С въвеждането на Таблицата на ранговете, древните руски чинове – боляри, околничи и др. – не били официално премахнати, но присъждането на тези чинове прекратило и постепенно те изчезнали по естествен път.
Таблицата на ранговете се променяла в продължение на почти два века в резултат на основните реформи на Петър Велики. Наименованията на редица граждански длъжности се превърнали в граждански чинове, независимо от реалните задължения на техния носител. Така, например, названията на чиновете „колежки секретар“, „колежки асесор“, „колежки съветник“ и „държавен съветник“ първоначално са обозначавали всъщност длъжността на секретаря на дадена колегия – член на съвета на колегията със съвещателен и решаващ глас и президент на „държавната“ колегия. „Надворен съветник“ се наричал председателят на надворния съд (апелационен висш съд); Надворните съдилища били премахнати още през 1726 г., обаче названието на чина се съхранило до 1917 г.
Създаването на таблицата и последващите издания на съответни нормативно-правни актове оказали съществено влияние както върху служебния порядък, така и върху историческата съдба на благородството – титлите и социалното положение се променят. Важен фактор за повишение в служба се превръща личната заслуга; „отечествена чест“ и „порода“ (родословие) са загубили предишното си голямо значение. Т. е. все по рядко родословния произход е важен, а вместо това все повече са важни личните заслуги; не от кой род си, а дали си способен е важно. Според заслугите ти, можеш да получиш чинове според Таблицата, 1-ви клас, 2-ри клас и т. н. По този начин, Таблицата довежда до увеличаване на социалната мобилност (издигането в обществото на хора от нисши прослойки) и съответно намаляване значението на благородството.
Значението на личните постижения в служба било подчертано с височайши (императорски) указ от 3 януариЮл. (15 априлГрег.) 1809 г., според който се прекратява присвояването на придворните чинове камерхер и камер-юнкер, дадени като почетни звания. Притежателите на тези звания, които не са ги били заслужили чрез военна или държавна служба, са били задължени да изберат един от тези два вида служба, за да си ги заслужат, или е трябвало да подадат оставка.
Узаконено било придобиването на благородство за заслуги в известен чин и чрез присъждане от монарха, което повлиява на демократизацията на благородническата класа, на укрепването на службения характер на благородството и разслояването на благородническата маса на нови групи – потомственото и лично благородство. Т. е. някои са били благородници по кръв, а други са получавали благороднически титли за лични заслуги.
С манифест от от 11 юниЮл. (23 юниГрег.) 1845 г. правото на наследствено благородство се придобива с производство в щаб-офицерски чин (8-ми клас) на военна служба или в чин от 5-ти клас на държавна служба, при условие, че тези чинове не са присвоени при излизане в оставка. Т. е. постигне ли се този чин, се присъжда благородство, което се предава на потомците по наследство. Лично благородство се получавало от чиновници едва от 9-ти клас нагоре, а служещи в по-ниски чинове имали право на статус „лични почетни граждани“. На военна служба личното благородство се давало на т. нар. оберф-офицерски чинове (не по-високи от 9 клас).
Александър II установява с указ от 9 декемвриЮл. (21 декември)Грег.) 1856 г., че правото на наследствено благородство се придобива на военна служба с получаване на чин полковник (6-ти клас), а на гражданска служба – с получаване на чин от 4-ти клас (действителен държавен съветник). Тези разпоредби са в сила до края на Руската империя през 1917 г.

## По-нататъшно развитие на идеята
По-нататъшното законодателство относно производството в различни чинове донякъде се отклонява от първоначалната идея на Таблицата на ранговете.
По първоначалния замисъл чиновете означавали самите длъжности, разпределени в 14 класа, но с течение на времето чиновете получили самостоятелно значение на почетни звания, независимо от длъжностите. Т. е. някой може да има чин, например, офицер, без никога да е бил на военна служба; т. е. просто като почетно звание заради някакви други заслуги.
От друга страна, първоначално е имало съкратени срокове за производство на благородници в определени чинове, но по-късно за получаване на наследствено благородство изискванията за наличност на определен чин били завишени. Тези норми имали за цел да ограничат демократизиращото действие на Таблицата върху състава на благородническото съсловие.
През XVIII век чиновете според Таблицата на ранговете първоначално съответствали в общи линии на длъжностите, но след това съответствието се нарушило. През 1830-1850-те години било съставено разписание на длъжностите на гражданска служба по класове, където всяка длъжност съответства на определен клас, който е записан в официалните разписания на ведомствата и учрежденията. Определянето на длъжност зависело от класа на длъжността и наличния ранг. В централните учреждения било разрешено да се носят чинове с 1 клас по-високи или 2 класа по-ниски от действително заеманата длъжност, а в институциите на губерниите – повече от 2 класа по-ниски. Позволено било да се назначават на по-ниски длъжности (12-ти и 14-ти клас) лица, които нямали класово разделени чинове. Лицата, които са служили в учебно ведомство, могли да заемат длъжности над чиновете, които са имали, както и да получат следващите по-високи чинове, оставайки на длъжност от по-нисък клас. Длъжностите на полицейски служител, полицейски началник, на служител, управляващ императорските имения и имоти, а също така и на редица други ведомствени служители били разрешени да се заемат от хора без съответния чин. След реформата за премахване на крепостничеството от 1861 г. ведомствата се стремили да получат правото да назначават лица, независимо от чина им, на все по-широк кръг от длъжности.
Класовите чинове се използват и в съвременна Русия. Понастоящем съществува таблица на съотношението на класовите чинове на федералната държавна гражданска служба, военните и специалните звания, класовите чинове на правосъдието, класовите чинове на прокурорските работници, утвърдена с Указ на президента на Руската федерация от 01.02.2005 г. № 113 (изменен с Указ на президента на Руската федерация от 30.09.2013 г., № 744).

## Чинове и срокове за заслужване
Източник:
| Клас | Граждански (цивилни) чинове | Военни чинове | Военни чинове | Придворни чинове | Срок за прослужване до получаването на следващия чин и наименование на следващия граждански чин |
| Клас | Граждански (цивилни) чинове | В армията | Във флота | Придворни чинове | Срок за прослужване до получаването на следващия чин и наименование на следващия граждански чин |
| ---- | --- | --- | --- | --- | ----------------------------------------------------------------------------------------------- |
| 1    | - Канцлер - Действителен таен съветник 1-ви клас (от 1773 г.) | - Генерал-фелдмаршал | - Генерал-адмирал | няма | няма                                                                                            |
| 2    | - Действителен таен съветник | - Генерал от инфантерията (до 1763 г., от 1796 г.) - Генерал от кавалерията (до 1763 г., от 1796 г.) - Генерал-фелдцойгмайстер (началник на артилерията; до 1796 г.) - Генерал-аншеф (1763 – 1796 г.) - Генерал от артиллерията (от 1796 г.) - Инженер-генерал (от 1796 г.) - Щатхалтер                                                                     | - Адмирал - Генерал (от 1859 г.) | - Обер-маршал (до 1726 г.) - Обер-хофмаршал (от 1726 г.) - Обер-камерхер (от 1728 г.) - Обер-егермайстер (от 1757 г.) - Обер-хофмайстер (от 1760 г.) - Обер-щалмайстер (от 1766 г.) - Обер-шенк (от 1762 г.) | не е предвиден                                                                                  |
| 3    | - Генерал-прокурор - Таен съветник (от 1724 г.) | - Генерал-лейтенант (до 1741 г., после от 1796 г.) - Генерал-кригскомисар (до 1808 г.) - Инженер-генерал (1728 – 1796 г.) - Генерал-поручик (1741 – 1796 г.) - Полковник на гвардията (1748 – 1798 г.) | - Вице-адмирал - Генерал-кригскомисар на флота (до 1817 г.) | - Обер-шалмайстер (до 1766 г.) - Хофмаршал (от 1742 г.) - Щалмайстер (от 1766 г.) - Егермайстер (от 1773 г.) - Хофмайстер (от 1796 г.) - Обер-церемониймайстер (от 1796 г.) - Обер-форшнайдер (от 1856 г.)   | не е предвиден                                                                                  |
| 4    | - Таен съветник (1722 – 1724 г.) - Действителен държавен съветник (от 1724 г.) - Обер-церемониймайстер (1743 – 1796 г.) - Херолдмайстер (1763 – 18?? г.)                                 | - Генерал-майор - Полковник на гвардията (1722 – 1748 г.) - Подполковник на гвардията (1748 – 1798 г.) - Генерал от фортификацията (1741 – 1796 г.) - Генерал-провиантмайстер (1766 – 18?? г.) - Обер-щер-кригскомисар (до 1868 г.) | - Шаутбенахт (1722 – 1732 г.) - Контр-адмирал (от 1732 г.) - Капитан 1-ви ранг (1762 – 1764 г.) - Обер-сарваер (1798 – 1805 г.)                                                  | - Обер-камерхер (до 1728 г.) - Обер-хофмайстер (до 1760 г.) - Камерхер (1737 – 1809 г.) | не е предвиден                                                                                  |
| 5    | - Обер-церемониймайстер (до 1743 г.) - Херолдмайстер (до 1763 г.) - Архиятър (до 1763 г.) - Държавен съветник (от 1724 г.) - Церемониймайстер (1743 – 1796 г.) - Таен камериер (1801 г.) | - Бригадир (1722 – 1796 г.) - Премиер-майор на гвардията (1748 – 1797 г.) - Подполковник на гвардията (1722 – 1748 г.) - Щер-кригскомисар (до 1868 г.) - Генерал-провиантмайстер (до 1766 г.) - Военен съветник (1763 – 1809 г.) | - Капитан-командор (1722 – 1732 г., 1751 – 1764 г., 1798 – 1827 г.) - Капитан 1-ви ранг (1764 – ? г.) - Обер-сарваер (до 1798 г.)                                                | - Обер-шенк (до 1762 г.) - Хофмайстер (до 1796 г.) - Камер-юнкер (1742 – 1809 г.) - Церемониймайстер (от 1796 г.)                                                                                            | не е предвиден                                                                                  |
| 6    | - Колежки съветник - Военен съветник (1836 – 1848 г.) | - Полковник в пехотата - Премиер-майор на гвардията (1731 – 1748 г.) - Секунд-майор на гвардията (1731 – 1797 г.) - Полковник на гвардията (от 1798 г.) - Обер-кригскомисар (до 1868 г.) | - Капитан 1-ви ранг (до 1762 г., ? - 1917 г.) - Сарваер (до 1798 г.) | - Обер-егермайстер (до 1757 г.) - Щалмайстер (до 1766 г.) - Хофмаршал (до 1742 г.) - Камер-фурер (1742 – 1884 г.) - Камер-юнкер (1737 – 1742 г.) - камерхер (до 1737 г.)                                     | 4 години – Държавен съветник                                                                    |
| 7    | - Церемониймайстер (до 1743 г.) - Надворен съветник (от 1745 г.) | - Генерал-вагенмайстер (до 1731 г. или по-късно) - Подполковник в пехотата - Войскови старшина при казаците (от 1884 г.) - Кригскомисар (до 1868 г.) - в гвардията: - Капитан на гвардията - Ротмистър на гвардията | - Капитан 2-ри ранг - Корабен мастер (1764 – 1826 г.) | няма | 4 години – Колежки съветник                                                                     |
| 8    | - Колежки асесор - Надворен съветник (до 1745 г.) | - Премиер-майор и секунд-майор (1731 – 1797 г.) - Майор в пехотата (1798 – 1884 г.) - Капитан в пехотата (от 1884 – 1917 г.) - Ротмистър в кавалерията (от 1884 – 1917 г.) - Щабс-капитан на гвардията (от 1798 г.) - при казаците: - Войскови старшина (1798 – 1884 г.) - Есаул (от 1884 г.)                                                               | - Корабен мастер (до 1764 г.) - Капитан 3-ти ранг (до 1764 г.) - Капитан-лейтенант (1907 – 1911 г.) - Старши лейтенант (от 1912 г.)                                              | - Титулярен камерхер (до 1771 г.) - Унтер-щалмайстер (1766 – ? г.) - Обер-берайтер (1766 – ? г.) | 4 години – Надворен съветник                                                                    |
| 9    | - Титулярен съветник | - Капитан в пехотата (1722 – 1884 г.) - Щабс-капитан в пехотата (от 1884 г.) - Поручик на гвардията (от 1730 г.) - Ротмистър в кавалерията (1798 – 1884 г.) - Щабс-ротмистър в кавалерията (от 1884 г.) - при казаците: - Есаул (1798 – 1884 г.) - Подесаул (от 1884 г.)                                                                                    | - Галериен мастер (до 1826 г.) - Капитан-поручик (1764 – 1798 г.) - Капитан-лейтенант (1798 – 1884 г.) - Лейтенант (1764 – 1906, от 1912 г.) - Старши лейтенант (1907 – 1911 г.) | - Камер-юнкер (до 1737 г.) - Хоф-фурер - Фуражмайстер (1766 – ? г.) - Берайтер (1766 – ? г.) - Ясленик (1766 – ? г.)                                                                                         | 3 години – Колежки асесор                                                                       |
| 10   | - Колежки секретар | - Капитан-поручик в пехотата (1730 – 1797 г.) - Щабс-капитан в пехотата (1797 – 1884 г.) - Секунд-ротмистър в кавалерията (до 1797 г.) - Щабс-ротмистър в кавалерията (1797 – 1884 г.) - Цайхвартер в артиллерията (до 1884 г.) - Поручик (от 1884 г.) - Подпоручик на гвардията (от 1730 г.) - при казаците: - Подесаул (до 1884 г.) - Сотник (от 1884 г.) | - Лейтенант (1722 – 1764 г.) - Мичман (от 1884 г.) | няма | 3 години – Титулярен съветник                                                                   |
| 11   | - Корабен секретар (не по-рано от 1790 г.) | няма | - Корабен секретар (до 1764 г.) | няма | няма                                                                                            |
| 12   | - Губернски секретар | - Поручик (1730 – 1884 г.) - Подпоручик в пехотата (от 1884 г.) - Корнет в кавалерията (от 1884 г.) - Прапорщик на гвардията (1730 – 1884 г.) - при казаците: - Сотник (до 1884 г.) - Хорунжий (от 1884 г.) | - Унтер-лейтенант (1722 – 1732 г.) - Мичман (1796 – 1884 г.) | - Тафелдекер (от 1827 г.) - Кофешенк (от 1827 г.) | 3 години – Колежки секретар                                                                     |
| 13   | - Кабинетски регистратор - Провинциален секретар - Сенатски регистратор - Синодски регистратор (от 1764 г.)                                                                              | - Подпоручик в пехотата (1730 – 1884 г.) - Прапорщик в пехотата (от 1884, само във военно време) - Щик-юнкер в артилерията (1722 – 1796 г.) - Секунд-поручик в артилерията (1722 – 1796 г.) | - Констапел (1764 – 1830 г.) | няма | няма                                                                                            |
| 14   | - Колежки регистратор - Колежки юнкер (колегия-юнкер) (до 1822 г.) - Градски секретар (1763 – 18?? г.)                                                                                   | - Фенрих в пехотата (1722 – 1730 г.) - Прапорщик в пехотата (1730 – 1884 г.) - Корнет в кавалерията (1731 – 1884 г. г.) - Хорунжий при казаците (1798 – 1884 г. г.) | - Констапел (до 1764 г. г.) - Мичман (1732 – 1796 г. г.) | няма | 3 години – Губернийски секретар                                                                 |

## Прекратяване на правното действие

### Придворни чинове
Де факто престават да съществуват след Февруарската революция от 1917 г. с премахването на монархията и края на Руската империя. Въпросът за датата на премахването на придворните чинове де юре остава неизяснен, тъй като липсват сведения за издаването на съответен нормативно-правен акт.

### Граждански чинове
Престават да съществува от 12 ноемвриЮл. (25 ноемвриГрег.) 1917 г. – датата на влизане в сила на „Декрета за унищожаване на съсловни и граждански чинове“.

### Военни чинове
На територията на Петроградския военен окръг престават да съществуват от 3 декемвриЮл. (16 декемвриГрег.) 1917 г. на основание Заповед № 80 до Петроградския военен окръг.
В армейските части на останалата територия на Руската република, контролирани от Съвета на народните комисари, престанали да съществуват от 17 декемвриЮл. (30 декемвриГрег.) 1917 г. – датата на влизане в сила на „Декрета за изравняване на всички военнослужещи в технтие права“, приет от Съвета на народните комисари.
Във флота престават да съществуват от 12 януариЮл. (25 януариГрег.) 1918 г. – датата на влизане в сила на „Указа за демократизацията на флота“, подписан от народния комисар по морските въпроси – Павел Ефимович Дъйбенко и управляващия Морското министерство – Модест Васильевич Иванов.
В териториите, контролирани от бялото и казашкото правителство, те са били използвани до октомври 1922 г.